# Au (formato de archivo)
El formato de archivo Au es un formato de archivo de audio introducido por Sun Microsystems. El formato fue común en sistemas NeXT y en páginas antiguas de internet. Originalmente no tenía encabezado, siendo codificada en datos µ-law de 8 bits a una frecuencia de muestreo de 8000 Hz. El hardware de otros fabricantes usaban frecuencias de muestreo mayores a 8192 Hz, comúnmente múltiplos enteros de las señales de reloj de video. Los archivos más nuevos tienen un encabezado de seis palabras de 32 bits sin signo, una porción de información adicional y luego siguen los datos.
Aunque ahora el formato soporta muchas codificaciones de audio, permanece asociado con la codificación logarítmica µ-law. esta codificación fue originaria del hardware de la SPARC station 1, donde SunOS utilizaba la codificación en aplicaciones a través de la interfaz /dev/audio. Esta codificación y la interfaz estaban de facto en el sonido estándar de Unix.

## Nuevo formato
Todos los campos están almacenados en formato big-endian, incluyendo los datos de muestreo.
| Palabras de 32 bit (sin signo | Campo         | Descripción/Contenido. Números hexadecimales en notación de C. |
| ----------------------------- | ------------- | --- |
| 0                             | Número mágico | el valor 0x2e736e64 (cuatro caracteres ASCII ".snd") |
| 1                             | data offset   | the offset to the data in bytes. The minimum valid number is 24 (decimal), since this is the header length (six 32-bit words) with no space reserved for extra information. |
| 2                             | data size     | data size in bytes. If unknown, the value 0xffffffff should be used. |
| 3                             | encoding      | Data encoding format: - 1 = 8-bit G.711 µ-law - 2 = 8-bit linear PCM - 3 = 16-bit linear PCM - 4 = 24-bit linear PCM - 5 = 32-bit linear PCM - 6 = 32-bit IEEE floating point - 7 = 64-bit IEEE floating point - 8 = Fragmented sample data - 9 = DSP program - 10 = 8-bit fixed point - 11 = 16-bit fixed point - 12 = 24-bit fixed point - 13 = 32-bit fixed point - 18 = 16-bit linear with emphasis - 19 = 16-bit linear compressed - 20 = 16-bit linear with emphasis and compression - 21 = Music kit DSP commands - 23 = 4-bit ISDN u-law compressed using the ITU-T G.721 ADPCM voice data encoding scheme - 24 = ITU-T G.722 ADPCM - 25 = ITU-T G.723 3-bit ADPCM - 26 = ITU-T G.723 5-bit ADPCM - 27 = 8-bit G.711 A-law |
| 4                             | sample rate   | the number of samples/second, e.g., 8000 |
| 5                             | channels      | the number of interleaved channels, e.g., 1 for mono, 2 for stereo; more channels possible, but may not be supported by all readers. |

El tipo de codificación depende del valor de campo de codificación (la palabra 3 del encabezado). Formats 2 through 7 are uncompressed PCM, therefore lossless. Formats 23 through 26 are ADPCM, which is a lossy, roughly 4:1 compression. Formats 1 and 27 are μ-law and A-law, respectively, both lossy. Several of the others are DSP commands or data, designed to be processed by the NeXT MusicKit software.
Note: PCM data appear to be encoded as signed, rather than unsigned.